# Aeroporto Internacional Ángel Adami
O Aeroporto Internacional Ángel Adami (ICAO: SUAA) é um aeroporto de uso público localizado em Melilla, no Uruguai.

## Facilidades
O aeroporto está situado em uma altitude de 53 metros  acima do nível médio do mar. Sua pista recebe a designação 18/36 com uma superfície de concreto, mede 1 250 m x 23 m.
O serviço de táxi aéreo está disponível neste aeroporto.